# 朝来站
朝来站（日语：／ Asso eki */?）是一個位於和歌山縣西牟婁郡上富田町朝來，屬於西日本旅客鐵道（JR西日本）紀勢本線（紀國線）的鐵路車站。
位於上富田町的中心部附近，是町內唯一車站。特急所有列車通過。

## 車站構造
島式月台1面2線的地面車站。

### 月台配置
| 月台 | 路線   | 目的地               |
| ---- | ------ | -------------------- |
| 1    | 紀國線 | 周參見、新宮方向     |
| 2    | 紀國線 | 紀伊田邊、和歌山方向 |

## 歷史
- 1933年12月20日：開業[2]。

## 相鄰車站
西日本旅客鐵道
 紀國線（紀勢本線）
白濱－朝來－紀伊新

## 外部連結
- 朝來｜車站資訊：JR出門網 - 西日本旅客鐵道